# Gonneville-sur-Mer

Gonneville-sur-Mer este o comună în departamentul Calvados, Franța. În 1 ianuarie 2022 avea o populație de 652 de locuitori.